# Lunascape (groupe)
Pour les articles homonymes, voir Lunascape.
Lunascape est un groupe de trip hop belge, formé par Kyoko Baertsoen au chant et Walter Hilhorst à la programmation. Kyoko fut un temps chanteuse pour Hooverphonic, et intègre Allez Allez en 2017.

## Biographie
Kyoko Baertsoen et Walter Hilhorst se rencontrent en 1993 lors d’un festival de musique à l’académie de télévision et film de Bruxelles. Le duo commença alors l’écriture de chansons pour le simple plaisir de faire de la musique sous le pseudonyme "Calyx".
En 1997, Kyoko fut appelée par Hooverphonic pour remplacer Liesje Sadonius qui venait de quitter le groupe. Elle partit donc en tournée avec le groupe et co-écrit également la chanson "Tuna" qui se retrouvera sur l’album Blue Wonder Power Milk. Cependant, elle prendra la décision de se retirer du groupe et de continuer son projet avec Walter.
C’est lors d’un concert en 1998 au Debutrock Festival que le groupe fut remarqué par un membre de "DoubleT Records", le groupe prendra cependant un an avant de signer avec le label, préférant prendre les bonnes décisions. C’est également à cette époque que le groupe devint Lunascape, Calyx étant déjà utilisé par un autre groupe.
Une fois le contrat signé en février 1999, le groupe se mit à travailler sur son premier album durant l’été de la même année pour être prêt en septembre. Il faudra cependant attendre le mois de février 2000 pour que le premier single intitulé "Your Shadow" voit le jour. À cette époque, leur label souhaita que le groupe écrive un hit et leur proposa de travailler avec Rick Nowels, connu pour son travail avec Dido, Madonna ou encore Anita Baker. Début mai 2000, le duo s’envole pour Los Angeles pour une semaine dans le studio de Rick Nowels, de leur collaboration naîtront les chansons "Tears From the Moon" et "Antony".
À cette époque "DoubleT Records" se retrouva dans une situation financière difficile et fut racheté par Sony, mais malgré l’incertitude, le nouveau label fit le nécessaire pour la sortie d’un deuxième single, le groupe partit alors pour Londres où il enregistra "Tears From the Moon". Le single fut mis en vente le 10 décembre 2000, malheureusement un mois plus tard Sony fit également les frais de problèmes financiers. C’est également à cette époque que Kyoko apparue en guest dans le film d’animation "Haunted Castle" dans lequel elle chante "Lane Navachi".
Le groupe se retrouva alors sans label, heureusement ce dernier leur céda les droits sur les enregistrements de leur premier album. Kyoko et Walter prirent alors la décision de chercher une nouvelle maison de disque et finirent par signer en août 2001 chez "B-Track" un sous label de Zomba Records, mais ne signèrent que pour la distribution de leur musique, souhaitant avoir un contrôle total sur leur travail, quitte à devoir y investir plus d’argent.
Le groupe se remet alors à travailler sur son premier album et remix trois chansons et en remplace 4 par les chansons "Tears From the Moon", "My 2nd Skin", "Inferno" et "Mourning Star". L’album sort finalement le 16 février 2002, recevant un bon accueil critique et public, le troisième single extrait de l’album "Sequoia" sortira peu après afin de promouvoir l’album. Le groupe continue la promotion de l’album par plusieurs concerts et la sortie de deux autres singles "My 2nd Skin" et "Mourning Star". Fin 2002, le groupe édite un DVD nommé Remotions, comportant tous les clips ainsi que trois prestations live, durant cette période, Rhys Fulber, membre fondateur du groupe Delerium, reprend la chanson "Tears From the Moon" sur le premier album de son nouveau projet Conjure One avec Sinéad O’Connor au chant, cette reprise servira également de single.
Après deux ans de travail, le groupe revient avec son deuxième album intitulé "Mindstalking" accompagné d’un premier single intitulé "Praise Me". Ce nouvel album contient également la chanson "SOS Planet", écrite spécialement pour le film du même nom de Ben Stassen sorti deux ans plus tôt. Une nouvelle tournée prend place et le second single éponyme de l’album sort, accompagné de plusieurs remix. Un an après la parution de ce deuxième album, Lunascape signe avec "Noir Records", un label américain et édite "Reminiscence", une compilation reprenant plusieurs titres de leurs deux albums ainsi que deux inédits uniquement disponibles en face B de single.
Après deux longues années d’attente, durant lesquelles Kyoko enregistra une chanson pour le projet musical Sleepthief de Justin Elswick, le groupe annonce enfin la parution prochaine du troisième album. Il faudra cependant attendre le 5 février 2008 pour pouvoir découvrir Surrender, le premier et seul extrait de ce nouvel album qui quant à lui paraîtra le 26 février de la même année et sortira sous deux formats, simple ou double, le second CD comportant plusieurs titres inédits dont certains ayant servi à la B.O. de la série policière belge Flikken. Un an plus tard, le groupe annoncera sa décision de stopper l’aventure, depuis Walter travaille sur un nouveau projet nommé Cinnamon Alley en compagnie de "Ulrike Maris" sa compagne, Kyoko quant à elle continue diverses collaborations avec Sleepthief, Buscemi ou encore Conjure One, elle travaillerait également sur un projet solo.